# Oleh Halkin
Oleh Wolodymyrowytsch Halkin (ukrainisch: Олег Володимирович Галкін; russisch Олег Владимирович Га́лкин; * 1. Mai 1965 in Ischim; † 10. Mai 2003 in Kiew) war ein ukrainischer Radrennfahrer und Weltmeister im Radsport.

## Sportliche Laufbahn
Halkin war im Straßenradsport aktiv. Er startete in der ehemaligen Sowjetunion in der Nationalmannschaft. Bei den Straßenradsport-Weltmeisterschaften 1989 gewann mit Jewhen Sahrebelnyj, Wiktor Klimow und Juri Manuilow mit dem sowjetischen Straßenvierer die Bronzemedaille im Mannschaftszeitfahren. 1990 gewann er mit Ihar Patenka, Ruslan Sotow und Alexander Markownitschenko  die Goldmedaille im Mannschaftszeitfahren. 1989 und 1991 siegte er im polnischen Etappenrennen Memorial Colonel Skopenko. 1993 holte er einen Etappensieg im Circuit Franco-Belge. Halkin war Teilnehmer der Olympischen Sommerspiele 1992 in Barcelona. Im Mannschaftszeitfahren kam sein Vierer auf den 4. Platz. Ihm zu Ehren wurde in Ischim ein Radrennen mit seinem Namen begründet.